# Eminencja
Eminencja (łac. eminentia – wyniosłość, dostojność) – tytuł przysługujący dostojnikom kościelnym:
- w Kościele katolickim używany od 1644 i zarezerwowany wyłącznie dla kardynałów[1]; w Polsce na mocy przywileju papieskiego z połowy XVIII wieku przysługuje on także prymasowi[2];
- Wielkiemu Mistrzowi Zakonu Maltańskiego przysługuje, jako władcy suwerennego podmiotu i duchownego równego kardynałom (zgodnie z nadanym mu przez Kościół przywilejem), zwrot Jego Najdostojniejsza Wysokość (wł.  Sua Altezza Eminentissima)[3];
- w Cerkwi prawosławnej przysługuje niektórym patriarchom i metropolitom stojącym na czele niezależnych Kościołów. W przypadku Polskiego Autokefalicznego Kościoła Prawosławnego, metropolicie przysługuje zwrot Jego Eminencja Wielce Błogosławiony.

Tytuł należy pisać wielką literą, dodając formę „Wasza” lub „Jego”. Przykładowo: Wasza Eminencjo Księże Kardynale lub Jego Eminencja Ksiądz Kardynał. W formie dłuższej także: Jego Eminencja, Najprzewielebniejszy Ksiądz Kardynał. Ominięcie zaimka może świadczyć o pewnej poufałości z osobą tytułowaną.

## Przykłady użycia
- Jego Eminencja Ksiądz Kardynał Konrad Krajewski
- Jego Eminencja Ksiądz Arcybiskup Prymas Polski Wojciech Polak
- Jego Eminencja Wielce Błogosławiony Metropolita Sawa
- Wasza Eminencjo Księże Kardynale!